# Wish It Would Rain
Albums de The Temptations
In a Mellow Mood
(1967) Diana Ross and the Supremes Join the Temptations
(1968)
Singles
1. I Wish It Would Rain
Sortie : 21 décembre 1967
2. I Could Never Love Another (After Loving You)
Sortie : 18 avril 1968
3. Please Return Your Love to Me
Sortie : 16 juillet 1968

Wish It Would Rain est le septième album studio du groupe The Temptations, sorti en avril 1968. C'est le dernier de la période des « Classic Five » : David Ruffin est renvoyé en mars 1968. Il est remplacé par Dennis Edwards à partir de l'album suivant.

## Titres

### Face 1
1. I Could Never Love Another (After Loving You) (Roger Penzabene, Barrett Strong, Norman Whitfield) – 3:33
2. Cindy (Smokey Robinson) – 3:08
3. I Wish It Would Rain (Penzabene, Strong, Whitfield) – 2:48
4. Please Return Your Love to Me (Strong, Whitfield) – 2:26
5. Fan the Flame (Al Cleveland, Terry Johnson, Robinson) – 2:44
6. He Who Picks a Rose (Eddie Holland, Emilio « Father » Smiley) – 2:28

### Face 2
1. Why Did You Leave Me Darling (James Dean, Deke Richards) – 2:11
2. I Truly, Truly Believe (George Gordy, Marget Gordy, Allen Story) – 2:44
3. This is My Beloved (Nickolas Ashford, Valerie Simpson) – 2:13
4. Gonna Give Her All the Love I've Got (Strong, Whitfield) – 2:46
5. I've Passed This Way Before (Dean, William Weatherspoon) – 2:43
6. No Man Can Love Her Like I Do (Holland, Whitfield, Eddie Kendricks) – 2:16

## Musiciens
- David Ruffin : chant principal (1, 2, 3, 5, 6, 7, 11), chœurs
- Eddie Kendricks : chant principal (4, 9), chœurs
- Paul Williams : chant principal (10, 12), chœurs
- Melvin Franklin : chant principal (8, 11), chœurs
- Otis Williams : chœurs